# Linha do Litoral do Minho
A Linha do Litoral do Minho foi um projecto ferroviário de via métrica em Portugal, nunca concretizado, cujo objectivo era de ligar a Senhora da Hora a Viana do Castelo, aproveitando parte do traçado da Linha do Porto à Póvoa e Famalicão. 

## História
O Decreto n.º 18:190, de 28 de Março de 1930, reorganizou a rede ferroviária nacional, e introduziu novos projectos ferroviários; entre estes, estava a Linha do Litoral do Minho, que se prolongaria de Senhora da Hora a Viana do Castelo, utilizando o traçado já existente da Linha do Porto à Póvoa e Famalicão até à Póvoa de Varzim, enquanto que o troço restante, até Viana do Castelo, seria construído de origem, passando por Apúlia, Fão, Esposende e Darque. O objectivo seria desenvolver os acessos ao Porto de Viana do Castelo, e facilitar o transporte de banhistas e de peixe na zona costeira do Minho, especialmente em Vila do Conde e Póvoa de Varzim.